# Giro di Romagna 1929
Il Giro di Romagna 1929, quattordicesima edizione della corsa, si svolse il 21 aprile 1929 su un percorso di 301,3 km. La vittoria fu appannaggio dell'italiano Alfredo Binda, che completò il percorso in 10h46'00", precedendo i connazionali Luigi Giacobbe e Antonio Negrini.
I corridori che tagliarono il traguardo di Lugo furono 27.

## Ordine d'arrivo (Top 10)
| Pos. | Corridore           | Squadra         | Tempo     |
| ---- | ------------------- | --------------- | --------- |
| 1    | Alfredo Binda       | Legnano-Torpedo | 10h46'00" |
| 2    | Luigi Giacobbe      | Maino           | a 4'45"   |
| 3    | Antonio Negrini     | Maino           | a 7'15"   |
| 4    | Luigi Marchisio     | Legnano-Torpedo | s.t.      |
| 5    | Marco Giuntelli     | Touring-Pirelli | s.t.      |
| 6    | Ambrogio Beretta    | Legnano-Torpedo | s.t.      |
| 7    | Angelo Rinaldi      | -               | s.t.      |
| 8    | Alessandro Catalani | Wolsit          | a 10'30"  |
| 9    | Aleardo Simoni      | -               | a 12'15"  |
| 10   | Raffaele Di Paco    | -               | s.t.      |